# Youval Micenmacher
Youval Micenmacher (* 18. Oktober 1949) ist ein französischer Perkussionist und Schauspieler.
Micenmacher spielt vor allem orientalische und türkische Trommeln. Sowohl im Bereich des World Jazz und der Imaginären Folklore als auch der Neuen Improvisationsmusik ist er seit den 1970er Jahren hervorgetreten. 
Ab 1989 spielte er mit Philippe Deschepper und Michel Godard im Impossible Trio. Zwischen 1979 und 1999 war er an 21 Aufnahmen von Jazzalben beteiligt.
Guy Chabanis drehte im Jahr 2000 einen 52-minütigen Porträtfilm Tapeur de quoi über Micenbacher.

## Diskographische Hinweise
- Marilyn Crispell Quartet Improvisations (Leo Records mit Didier Petit, Marcio Mattos, 1986)
- Wodrascka / Romain / Montera / Micenmacher Transkeï (AA, 1993)
- Fera Feza (1997)
- Youval Micenmacher/Doumka Clarinet Ensemble Cafe Rembrandt (Enja, 2000)